# Kaderschmiede
Kaderschmiede, hergeleitet von Kader, werden häufig umgangssprachlich Bildungseinrichtungen genannt, in denen zumeist spätere Angehörige einer Macht-Elite, etwa in Politik, Wirtschaft oder im Journalismus, studieren. Insbesondere Spitzenuniversitäten werden häufig als Kaderschmieden bezeichnet.